# Pyxis Ridge
Pyxis Ridge ist ein schmaler, aus Nunatakkern bestehender und von Pässen durchbrochener Gebirgskamm im Palmerland auf der Antarktischen Halbinsel. Er ragt 8 km nordnordwestlich des Mount Cadbury auf und in die Südflanke des Ryder-Gletschers hinein.
Das UK Antarctic Place-Names Committee benannte den Gebirgskamm 1976 nach dem Sternbild Schiffskompass (lateinisch Pyxis).